# Не та девушка
«Не та девушка» (англ. The Wrong Missy; дословно — «Неправильная Мисси») — американский романтический комедийный фильм режиссёра Тайлера Спиндела. Фильм был выпущен во всём мире на Netflix 13 мая 2020 года.

## Сюжет
У Тима свидание вслепую с Мелиссой (Мисси), очень странной, взбалмошной, неадекватной девушкой. В результате первого свидания Тим сбегает из ресторана через окно в туалете и вывихивает лодыжку. Три месяца спустя Тим встречает в аэропорту красивую девушку по имени Мелисса. У них много общего и, кажется, они идеально подходят друг другу. Она дала ему свой номер телефона. Он начинает переписываться с ней и в конечном итоге приглашает её, как свою девушку на корпоратив на Гавайи. Однако в самолёте появляется Мисси, со слепого свидания, и Тим понимает, что он переписывался не с той Мелиссой. На Гавайях Джек Уинстон, новый генеральный директор, приветствует всех. Мисси неловкая и дикая, и кажется, что она всегда оставляет Тима в неловком положении перед его боссом и коллегами. Тем временем настоящая Мелисса прибывает на Гавайи по приглашению Джесс.

## В ролях
| Актёр               | Роль                             |
| ------------------- | -------------------------------- |
| Дэвид Спейд         | Тимоти "Тим" Моррис              |
| Лорен Лэпкус        | Мисси                            |
| Ник Свардсон        | Нэйт                             |
| Джефф Пирсон        | Джек Уинстон                     |
| Джеки Сэндлер       | Джесс «Барракуда»                |
| Сара Чок            | Джулия                           |
| Роб Шнайдер         | Команте                          |
| Крис Витаск         | Рич                              |
| Роман Рейнс         | Мужчина в ресторане              |
| Молли Симс          | Мелисса                          |
| Джон Фарли          | Кельвин Старший                  |
| Хорхе Гарсиа        | Пассажир в самолете              |
| Бобби Ли            | Сотрудник стойки регистрации     |
| Арлин Ньюман        | Барбара Уинстон                  |
| Джонатан Лоугрэн    | Пол                              |
| Джаред Сэндлер      | Стюарт (помощник Джека Уинстона) |
| Сэди Сэндлер        | Девочка в лобби отеля            |
| Санни Сэндлер       | Девочка в лобби отеля            |
| Эмма Роуз Голдштейн | Девочка в лобби отеля            |
| Ванилла Айс         | В роли себя                      |